# Речи Регина
«Речи Регина» (исл. Reginsmál) — одна из поэм древнескандинавского «Королевского кодекса» (XIII век), входящая в состав «Старшей Эдды». Её причисляют к «песням о героях».
В манускрипте «Речи Регина» представляют собой единое целое с «Речами Фафнира» и «Речами Сигрдривы», и разделение на три поэмы довольно искусственно. Этот памятник в целом рассказывает о молодости героя Сигурда, в «Речах Регина» воспитатель героя (колдун-кузнец Регин) рассказывает ему о своём происхождении и о золоте Нифлунгов, а потом выковывает меч для убийства дракона Фафнира. Сигурд убивает сыновей Хундинга, отомстив таким образом за отца.
Учёные полагают, что все три поэмы имеют очень древнее происхождение и связаны с Южной Германией; из этого региона тексты попали в Скандинавию, где подверглись переработке (возможно, были архаизированы). В отличие от большинства поэм «Старшей Эдды», в «Речах Регина» эпические строфы (восьмистрочные) чередуются с гномическими (шестистрочными), причём гномическими строфами написаны только поучения.